# Тарамбука
Тарамбука е музикален перкусионен инструмент от групата на мембранофоните.

## Устройство
В миналото тялото на тарамбуката е било глинено с формата на ваза без дъно. На едната страна се е опъвала кожа (най-често агнешка) с помощта на стегнати въженца. Сега тарамбуката има метален корпус под формата на чаша и два отвора, като на по-широкия е опъната мембрана (кожа) посредством механизъм от обръч и винтове.

## Кожи
Кожите, които се използват са два вида – естествени и изкуствени. Естествените най-често са агнешки, а изкуствените – пластмасови. При естествените кожи вариантите са по-малко по отношение на дебелината на кожата, докато при пластмасовите има много по-голямо разнообразие и дебелината им се подбира в зависимост от това какво ще се свири.

## Употреба
Има три основни стила при свиренето на тарамбука: балкански, турски и типично арабски.
В България инструментът се използва в народната музика като най-популярен е в Македонската фолклорна област.

## Техники на звукоизвличане
Звукоизвличането при тарамбуката става непосредствено с ръце, без употребата на палки. Изпълнителите на тарамбука използват редица видове удари: както с цяла ръка, така и само с пръсти; удари на различни места по кожата, по обръча, по корпуса на инструмента, както и комбинации от всички тях.

## Имена
- Главно – darbakeh, tarabuka (دربكة), tablah, tableh (طبلة)
- Афганистански – zairbaghali (Dari)
- Албански – qypi
- Арменски – doumbak, dumbeg, doumbag (Դումպեկ)
- Assyria – dombuk, derbakeh
- Азербейджански – dumbul, dunbul, dümbək
- Босненски – tarambuka
- Български – тарамбука
- Кримскотатарски – dumbelek
- Бухорски – tarbouka
- Египетски – tablah
- Гръцки – toumperleki, toumpeleki
- Унгарски – dobouk
- Ирански – tombak, tonbak (تُمبَک,تنبک,دمبک,دنبک,تمبک) or zarb (ضَرب or ضَرب)
- Израелски – darbuka, tarbuka
- Кюрдски – tapll
- Lebanon – derbakeh
- Македонски – tarabuka
- Палестински – durbakeh, derbakeh
- Румънски – tarabana, darabuka
- Сръбски – tarambuke
- Сирийски – derbakeh
- Турски – darbuka, dümbelek
- о. Лаос – klong (or glong) yao (กลองยาว), thon (โทน), glong thap (กลองทับ)
- Западно Африканци – djembe